# Palpares obscuripennis
Palpares obscuripennis är en insektsart som beskrevs av Schmidt 1907. Palpares obscuripennis ingår i släktet Palpares och familjen myrlejonsländor. Inga underarter finns listade i Catalogue of Life.